# ستيف كاتز (سياسي)
ستيف كاتز هو طبيب بيطري وسياسي أمريكي، ولد في 11 أغسطس 1953 في أريحا في الولايات المتحدة. نشط حزبياً في الحزب الجمهوري. وقد انتخب عضو جمعية ولاية نيويورك ‏.

## وصلات خارجية
- الموقع الرسمي